# Miguel Payá y Rico
Miguel Payá y Rico (né le 20 décembre 1811 à Beneixama en Alacant, et mort le 25 décembre 1891 à Tolède) est un cardinal espagnol du XIXe siècle. 

## Biographie
Payá y Rico est professeur à l'université de Valence, fondateur du journal religieux El Eco de la Religión et chanoine du chapitre cathédrale. Il est élu évêque de Cuenca en 1858 et promu archevêque  de Saint-Jacques-de-Compostelle en 1874. 
Il participe au concile de Vatican I en 1869-1870. Le pape Pie IX le crée cardinal lors du consistoire du 21 mars 1877. Benavides participa au conclave de 1878, lors duquel Léon XIII est élu. Il est transféré à l'archidiocèse de Tolède en 1886.

## Sources
- Fiche  sur le site fiu.edu